# Rhaphuma lubricula
Rhaphuma lubricula är en skalbaggsart som beskrevs av Holzschuh 2003. Rhaphuma lubricula ingår i släktet Rhaphuma och familjen långhorningar. Inga underarter finns listade i Catalogue of Life.